# Juchitán (Guerrero)
Juchitán (del náhuatl: xóchitl, tan ‘flor, locativo’‘lugar de flores o lugar florido’) es una población mexicana del estado de Guerrero, ubicada en la región de Costa Chica de dicha entidad. Es cabecera del Municipio de Juchitán, dicha categoría la obtuvo el 11 de febrero de 2004 mediante el decreto n.º 206, publicado en el Periódico Oficial n.º 21 del Gobierno del Estado de Guerrero.
Conforme al II Conteo de Población y Vivienda de 2005 efectuado por el Instituto Nacional de Estadística y Geografía (INEGI), la población de Juchitán tenía hasta ese año un total de 2.944 habitantes, de los cuales, 1.341 eran hombres y 1.603 eran mujeres.